# Condado de Newaygo
El condado de Newaygo (en inglés: Newaygo County, Míchigan), fundado en 1851, es uno de los 83 condados del estado estadounidense de Míchigan. En el año 2000 tenía una población de 47.874 habitantes con una densidad poblacional de 22 personas por km². La sede del condado es White Cloud.

## Geografía
Según la Oficina del Censo, el condado tiene un área total de 2230 km² (861 mi²), de la cual 2181 km² (842,1 mi²) es tierra y 49 km² (18,9 mi²) es agua.

### Características geográficas
El condado contiene más de 230 lagos naturales. El total combinado de todos los ríos y arroyos es más largo de 350 millas.
Construido a principios del siglo XX, hay tres grandes represas: Croton, Hardy y Newaygo. La presa de Hardy es el pantano más grande de tierra al este del Mississippi. 
Más de la mitad de la provincia se encuentra en la Bosque Nacional Manistee.

#### Ríos
- Río Muskegon
- Rogue River
- White River

## Condados adyacentes
- Condado de Lake norte
- Condado de Mecosta este
- Condado de Montcalm este
- Condado de Kent sureste
- Condado de Muskegon suroeste
- Condado de Oceana oeste

## Demografía
En el 2000 la renta per cápita promedia del condado era de $37,130, y el ingreso promedio para una familia era de $42,498. El ingreso per cápita para el condado era de $16,976. En 2000 los hombres tenían un ingreso per cápita de $35,549 frente a los $22,738 que percibían las mujeres. Alrededor del 11.60% de la población estaba bajo el umbral de pobreza nacional.
| 1900   | 1910   | 1920   | 1930   | 1940   | 1950   | 1960   | 1970   | 1980   | 1990   | 2000   | Est.2007 |
| ------ | ------ | ------ | ------ | ------ | ------ | ------ | ------ | ------ | ------ | ------ | -------- |
| 17.673 | 19.220 | 17.378 | 17.029 | 19.286 | 21.567 | 24.160 | 27.992 | 34.917 | 38.202 | 47.874 | 49.171   |

## Lugares

### Ciudades
- Fremont
- Grant
- Newaygo
- White Cloud

### Villas
- Hesperia (parcial)

### Comunidades no incorporadas
- Bitely
- Brunswick
- Riverview
- Woodland Park

### Municipios
| - Municipio de Ashland - Municipio de Barton - Municipio de Beaver - Municipio de Big Prairie - Municipio de Bridgeton - Municipio de Brooks | - Municipio de Croton - Municipio de Dayton - Municipio de Denver - Municipio de Ensley - Municipio de Everett - Municipio de Garfield | - Municipio de Goodwell - Municipio de Grant - Municipio de Home - Municipio de Lilley - Municipio de Lincoln - Municipio de Merrill | - Municipio de Monroe - Municipio de Norwich - Municipio de Sheridan - Municipio de Sherman - Municipio de Troy - Municipio de Wilcox |

### Principales carreteras
- M-20
- M-37
- M-82
- M-120
- B-31 (corre a lo largo del Condado de Muskegon línea, gestionada por el Condado de Muskegon)
- B-35
- B-96